# 서울 봉은사 영산회상도
봉은사 영산회상도(奉恩寺 靈山會上圖)는 서울특별시 강남구 삼성동, 봉은사에 있는 조선시대의 불화이다. 2007년 9월 27일 서울특별시의 유형문화재 제237호 봉은사 영산전 영산회상도로 지정되었다가, 2009년 6월 4일 현재의 명칭으로 변경되었다.

## 개요
이 불화는 1895년 영산전의 불상과 좌우 보처, 나한상 등을 개금할 때 나한도 4폭, 사자도 1폭과 함께 제작된 것으로, 세로 114.8cm, 가로 196.5cm의 가로로 긴 직사각형의 화면에 석가모니와 6보살, 제자, 사천왕, 금강신 등을 배치하였는데, 인물들은 3열로 가지런하게 배열하여 화면을 꽉 채우고 있다. 본존 석가모니는 이중륜광(二重輪光)을 지니고 나지막한 수미대좌 위의 연화좌에 결가부좌하였는데, 정상계주 위로 여러 갈래의 빛이 위로 향해 뻗어나가고 있다. 나발(螺髮)의 머리는 위가 뾰족하며, 얼굴은 둥근 편으로 이마부분이 다소 넓고 턱 아래 부분이 좁아져서 원만한 상호를 보여주고 있고, 가늘고 긴 눈썹과 눈, 코와 입 등이 작게 묘사되었다.
신체는 어깨가 넓고 장대하며 적당한 볼륨과 안정감있는 비례로 균형을 이루고 있다. 착의법은 우견편단으로 드러난 오른쪽 어깨 위에 대의(大衣)자락을 살짝 덮고 있는데 대의 가장자리는 아름다운 연화문이 화려하게 시문되어 있다. 가슴은 넓게 드러나 있고, 평행하게 처리된 군의(裙衣) 윗부분에도 꽃무늬가 시문되었다. 수인은 오른손은 가슴 가운데로 들어 올려 손가락을 마주잡고 있으며 왼손은 첫째와 셋째 손가락을 맞잡고 길상좌(吉祥坐)를 취한 오른쪽 발목 위에 대었다. 석가모니가 이처럼 항마촉지인(降魔觸地印)이 아닌 아미타구품인(阿彌陀九品印)을 수인을 결하고 있는 예는 조선후기 불상과 불화에서 흔히 볼 수 있지만, 이 불화에서 석가모니의 수인을 아미타구품인으로 그린 것은 화장사 아미타후불화(1870년), 서울 미타사 대웅전 아미타후불화(1873년)의 초본을 그대로 이용하여 제작하였기 때문이 아닌가 생각된다. 두광은 녹색으로, 신광은 황색으로 아무런 무늬도 없이 간단하게 처리하였다.
석가모니 옆으로는 제자와 보살, 사천왕, 금강 등이 좌우 대칭으로 배치되어 있다. 최상단에는 제자들이 좌우로 나란히 서있는데 언뜻 보면 마치 14명인 것처럼 보이지만 화면 가장자리의 2명은 8금강 중 2구를 표현한 것으로 총 12명의 나한을 그렸다. 나한들은 젊은 사미승에서부터 나이가 든 비구에 이르기까지 그 모습이 다양하며, 상반신 밖에 묘사되지 않아 형태를 자세히 알기는 어렵지만 붉은색의 장삼을 입고 합장을 하거나 병, 좌고 등을 들고 있다.
본존의 신광 좌우로는 6보살이 본존을 향하여 나란히 시립하였다. 본존 바로 옆에 있는 보살은 석가모니의 좌우보처인 문수보살과 보현보살로 생각되며, 그 옆에는 각각 아미타불과 정병이 그려진 보관을 쓰고 있는 관음보살과 대세지보살이 그려져 있다. 그리고 가장자리의 보살들은 지물이 명확하지 않아 존명을 알 수 없지만 아마도 《법화경》에서 석가모니의 설법을 듣기 위해 모인 보살 중 2구를 표현한 것으로 보인다. 보살은 모두 녹색의 두광을 지니고 붉은 색의 화려한 보관을 쓰고 있으며, 살이 많은 얼굴에 작은 이목구비 등 비슷한 모습이다. 관음보살이 백련이 꽂힌 정병을 들고 있는 것을 제외하고는 모두 합장을 하고 있다.
사천왕은 하단의 양쪽에 2구씩 큼직하게 묘사되어 있다. 화면이 가로로 길어서인지 4구 모두 금색의 탁자 위에 앉아있는 자세를 취하고 있는데, 향우측의 천왕은 비파와 검, 향좌측의 천왕은 당(幢)과 탑(塔), 용(龍)과 여의주(如意珠)를 각각 들고 있다. 다른 권속들이 매우 정적인 모습을 하고 있는데 비하여 사천왕은 과장될 정도로 몸을 굽히거나 다리를 벌리고 있어 정적인 화면에 생기를 불어넣고 있지만 천의의 휘날림이 번잡하여 다소 산만한 느낌을 준다.
전체적으로 많은 인물들을 배치하면서도 위로 갈수록 인물의 크기를 작게 하여 답답한 느낌을 주지 않는다. 채색은 녹색과 적색이 주조색을 이루고 있으며 청색과 살색, 흰색이, 황색, 금니와 금박 등이 어우러져 있다. 보살의 두광과 붉은 천의로 인하여 다소 어두운 느낌이 들기도 하지만 본존의 신광 내부를 옅은 황색으로 칠하고 사천왕이 앉아있는 탁자와 갑옷 일부, 무기 등에 금니를 설채하여 화려하면서도 장식적인 느낌이 든다. 필선은 철선묘를 사용하여 곧고 강한 편이며, 특히 사천왕의 얼굴에 음영법을 사용하고 수염 하나하나를 세밀하게 묘사하는 등 정성을 기울인 흔적이 역력하다.
화기 
大朝鮮開國五百四䄵乙未臘月二十日靈山殿主佛改金藤床一尊像左右補處兩大尊者 羅漢各尊像神衆開犍而兼爲新彩繪靈山後佛幀一𨋀各部幀四軸神衆幀一𨋀使者幀一𨋀神供點眼于二十六日奉安於廣州修道山奉恩寺 緣化秩 證明 沿應淇泫 雪峰泰文 誦呪龍湖瀛珠 持殿比丘泰還 金魚德月應崙 片手比丘尙奎 比丘善明 比丘玩根 供司比丘相讚 別供比丘昌冾 鍾頭比丘一雨 都監月峰法能 化主海翁慈船 山中秩 時判事海翁□ □司豊湖昌荷 公員枕松摠典 首僧竺禪 施主秩 比丘海翁慈船伏爲 亡恩師春潭世恩靈駕亡夫丁亥生金在龍 淸信女庚子生金氏圓相行 亡尙宮癸酉生泙陵劉氏最□花 尙宮辛巳生金氏淸淨花 尙宮乙酉生李氏大覺花 尙宮丁酉生李氏 乾命乙丑生鄭鍾鎭 願以此功德普及於一切我等與衆生當生極樂國同見無量皆共成佛道 …

이 불화는 화주인 해옹 자선(海翁 慈船)과 청신녀(淸信女) 금원상행(金圓相行), 상궁(尙宮) 김청정화(金淸淨花), 이대각화(李大覺花) 등이 돌아가신 은사 춘담 세은(春潭 世恩)과 남편 김재룡(金在龍), 상궁 유최□화(劉最□花) 등의 영가천도를 위해 시주하여 금어 덕월응륜(德月應崙), 편수(片手) 상규(尙奎), 선명(善明), 완근(玩根) 등이 그린 영산전의 후불탱화(영산회상도)이다. 많은 인물들을 꽉 차게 표현하였으면서도 여유로운 배치와 안정감있는 신체표현, 섬세한 인물묘사와 강한 음영법, 금니의 사용 등에서 19세기 말 불화의 양식이 잘 드러나 있다. 이에 서울시 유형문화재로 지정한다.

## 참고 자료
- 봉은사 영산회상도 - 국가유산청 국가유산포털